# Zálesák (film, 1966)
Zálesák (orig. The Trap) je britský film režiséra Sidneyho Hayerse z roku 1966 s Ritou Tushinghamovou a Oliverem Reedem v hlavních rolích. 